# Primero de Mayo en España
El Día del Trabajador en España, también conocido como Primero de Mayo, fue celebrado por la primera vez en primero de mayo de 1889. La manera en que los españoles celebran el Primero de Mayo ha variado mucho desde entonces, principalmente debido a la dictadura de Francisco Franco, la cual duró desde 1939 hasta 1975. Después de ser prohibida durante 4 décadas, en 1978 la celebración finalmente fue nuevamente legalizada y establecida como feriado nacional, y desde entonces el Día del Trabajador ha sido celebrado con protestos y manifestaciones al largo del país, en los cuales avances sociales son conmemorados y derechos laborales son revindicados.

## Desarrollo a lo largo de los años

### Origen
El Primero de Mayo español tiene el mismo origen que el Día Internacional del Trabajo: la revuelta de Haymarket en Chicago en 1886. Trabajadores de todo el país en los Estados Unidos habían estado pidiendo por una jornada laboral de 8 horas desde abril, y amenazaran empezar una huelga en el primero de mayo si sus jefes no hubieran cedido. En Chicago, la huelga duró 3 días extras, y en el día 4 de mayo se tornó en una batalla violenta entre los protestantes y la policía. Una bomba que mató varios policiales llevó al aprisionamiento de más de 30 y el asesinato de 5 ciudadanos acusados de estar envueltos, lo que llevó a una discusión seria sobre derechos obreros en gobiernos alrededor del mundo. Finalmente, en 1889, primero de mayo fue declarado Día Internacional del Trabajo por la Unión General de Trabajadores de la Segunda Internacional en una conferencia en Paris. Este mismo año, España celebró su primero Día del Trabajador, lo cual fue adoptado de dos maneras diferentes por el movimiento obrero español: los socialistas conmemorando una ‘fiesta del trabajo’ con el intento de apoyar tal sector de la población mientras evitando violencia, y los anarquistas llamando una huelga revolucionaria.

### La Introducción de Primero de Mayo en España
Para el primer Día del Trabajador, en 1889, los socialistas estaban preocupados de que no hubiera participación suficiente en el día indicado, entonces estaban planeando hacer la celebración en el día 4 de mayo, un domingo. Su preocupación fue innecesaria, porque la clase obrera ya estaba organizando manifestaciones para el día primero, ya que todos habían oído sobre la decisión hecha en Paris a principios de año. Los anarquistas también estaban planeando protestar en el día primero, ya que fue declarado el Día Internacional del Trabajo.
En el primer Día del Trabajador en España, dos manifestaciones diferentes ocurrieron en Madrid, una socialista y una anarquista, tomando rutas diferentes por la ciudad. Los socialistas organizaron miles de trabajadores, quienes después de un mitin caminaron hasta el Consejo de Ministros para entregar sus reivindicaciones, aunque más adelante llevaron a cabo protestas menores. Los anarquistas también participaron en mítines públicos, pero caminaron para entregar sus reivindicaciones al presidente del Congreso de los Diputados.
Las manifestaciones en Madrid no envolvieron ningún conflicto notable, pero otros lugares en el país experimentaron violencia. Socialistas en el País Vasco habían organizado una serie de actos para los primeros días de mayo, lo que llevó al despedimiento de muchos de los principales líderes de las protestas. Esto llevó a la huelga de varios trabajadores, lo que se desarrolló a una huelga general en el área. Con más protestas y violencia, se declaró un estado de guerra en el País Vasco y la situación no empezó a calmarse hasta 21 de mayo. Los socialistas obtuvieron una jornada laboral más corta, pero uno de sus objetivos principales, la supresión de las cantinas y los barracones, necesitó esperar hasta el año siguiente. La presencia de anarquistas en Valencia, Barcelona, Cataluña y muchos otros lugares causó huelgas y violencia, llevando dueños a cerrar fábricas y atrayendo intervención por parte de la Guardia Civil, pero no se tuvo una victoria tan clara como la del partido socialista.
El primer Día del Trabajador de España demostró suceso irrefutable, ya que, aunque ganancias específicas no fueron recibidas por todo el país, ambos el gobierno y jefes individuales se tornaron conscientes del hecho de que la clase obrera necesitaba atención. Sin embargo, la violencia causada por la celebración llevó el gobierno español a prohibir manifestaciones públicas, lo que significa que el Primero de mayo de 1890 fue mucho menos animado y movilizador que el del año anterior. Respectando la nueva ley, los socialistas limitaron su día a un descanso del trabajo y una celebración privada, mientras los anarquistas mantuvieron su huelga de un día. No obstante, el año siguiente, fue declarado que primero de mayo ahora sería un día internacional de manifestación, y para participar los dos grupos tendrían que repensar sus celebraciones. Con la intención de participar sin violar la ley, los socialistas decidieron concentrarse en luchar por derechos laborales en celebraciones que no mencionasen revolución social, con un ánimo más pacífico. Con su inhabilidad de protestar y buscar una revolución, desde entonces los anarquistas perdieron su interés en participar en el Primero de Mayo.

### Feriado Oficial
Aunque el Día del Trabajador empezó a ser celebrado en 1889 en España, el día no fue declarado feriado nacional hasta 1931 con el comienzo de la Segunda República. Largo Cabarello, el ministro de Trabajo de la época, había propuesto que la fecha fuese declarada un feriado oficial, y dentro de algunas semanas de la proclamación de la Segunda República la propuesta fue aceptada. Después de la declaración, estimadas 300.000 personas caminaron en Madrid, lideradas por la ‘República’ (representada por una niña vestida con “gorro frigio y bandera tricolor”), terminando donde el presidente de la época, Niceto Alcala-Zamora, celebró “’el final del antagonismo social’”. Con esta declaración, las reivindicaciones de los trabajadores pasarían a ir directamente al gobierno, permitiendo una nueva ‘onda’ de poder público.

### El Primero de Mayo
En el medio de la Guerra Civil Española, la cual duró de 1936 hasta 1939, Francisco Franco abolió el feriado de Primero de Mayo con un decreto en 12 de abril de 1937, en lo que también se dijo que un nuevo feriado dedicado al “Trabajo Nacional” sería declarado en el futuro. En marzo de 1938 el “Fuero del Trabajo” fue publicado, estableciendo que a partir de este año la España celebraría la Fiesta de la Exaltación del Trabajo todo 18 de julio, la misma fecha del cumpleaños del Alzamiento Nacional. Ya que el bando republicano no tenía condiciones para protestar en el medio de la guerra, durante los años siguientes solo actos secretos y pequeños (la mayoría en teatros) fueron organizados para celebrar la lucha de la clase obrera contra el ejército de Franco.
Después del final de la guerra, las organizaciones obreras que habían mantenido actividad en clandestinidad durante la guerra empezaron a reconvenirse y organizar nuevos protestos con el objetivo de luchar para la vuelta de las celebraciones de Primero de Mayo. Una protesta notable fue la de 1947 en Vizcaya, la cual atrajo atención a los problemas enfrentados por la población frente a la carestía de vida y los bajos salarios por causa de la guerra. Desafortunadamente, ninguna de las protestas trajeron mejoras significativas a la clase obrera, ya que la mayoría fue parada por Franco.
Casi 20 años después de que Franco puso un fin al Día del Trabajador español, la Iglesia Católica intervino. En 1955, el papa Pío XII decidió dedicar el primero de mayo a la fiesta de San José Artesano, también conocido como San José Obrero, y Franco incorporó el feriado al año siguiente. Empezando en 1956, las manifestaciones en lucha a los derechos de los trabajadores fueron reemplazadas por misas en iglesias de todo el país, en honor a lo cual se tornaría el santo patrón de los trabajadores. En 1957, la Organización Sindical de Educación y Descanso empezó a organizar una “demostración sindical,” una especie de exhibición en la cual grupos de trabajadores practicaban ejercicios gimnásticos y folclóricos frente al dictador en el estadio Chamartín. El objetivo de este evento fue promover la práctica de actividades atléticas y artísticas fuera del trabajo y ayudar a mantener los trabajadores “sanos”, pero no duró por mucho tiempo.
En los años 60, la reactivación del movimiento Comisiones Obreras empezó una nueva tradición de protesto envolviendo el primero de mayo. Al envés de grandes manifestaciones en el día primero, el protesto fue expresado por medio de paros cortos en el trabajo, boicots en el transporte público, y momentos de silencio en fábricas en el día 30 de abril. Adicionalmente, en el primero de mayo, se organizaron pequeñas concentraciones en frente al sindicato vertical. Inicialmente, la reacción de la dictadura fue detener y suspender aquellos envueltos en cualquier de las acciones de protesto, pero después de algunos años con el apoyo a los protestos creciendo, la reacción pasó a ser preventiva: personas con un historial de envolvimiento en tales manifestaciones empezaron a ser detenidos antes del 30 de abril y aprisionadas hasta el final de los protestos. Esta nueva reacción disminuyó la participación en las manifestaciones al largo de los años, entonces esto también fracasó en conseguir mejoras para la clase obrera.

#### Primero de Mayo de los Exiliados
Fuera de España, refugiados de la guerra y aquellos exiliados por Franco continuaron a celebrar el Día del Trabajador, lo que realmente les permitió denunciar su dictadura. Una de las mayores y más notables organizaciones de Primero de Mayo fuera de España fue en Marsella, Francia, en 1954, la cual fue organizada por el Partido Obrero Socialista Español como protesto al régimen de Franco. También era común que españoles exiliados se incorporasen en manifestaciones obreras de la población del lugar en que estaban, portando sus propias pancartas en los protestos de países como México y Francia.

### Primero de Mayo Después de Franco

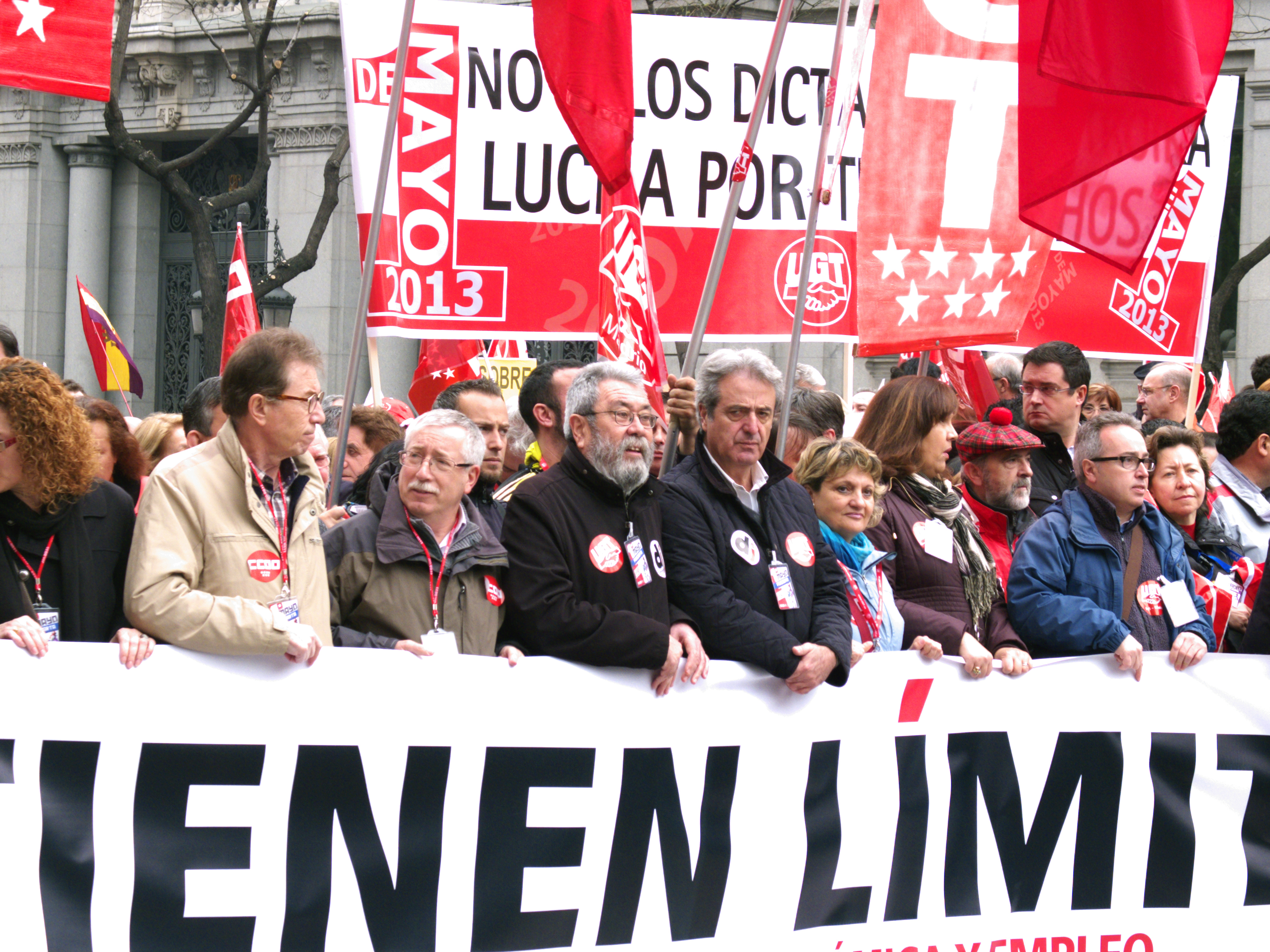
En la foto podemos ver (entre otros) a Cándido Méndez (Secretario Gral. de la U.G.T.) y a Ignacio Fernández Toxo (Secretario Gral. de CC.OO); Madrid, 2013

Después del final de la dictadura con la muerte de Franco en 1975, el Día del Trabajador fue celebrado con un poco más de libertad, aunque no era feriado oficial. Antes de que fuera declarado nuevamente, la falta de una dictadura que continuadamente reprimía las insatisfacciones de la clase obrera fue vista como un grande paso en la dirección cierta. Primero de Mayo en 1977 marcó el comienzo del Día del Trabajador español de hoy, ya que los sindicatos obreros más importantes que habían estado parados o muy lentos en su crecimiento durante la dictadura ahora estaban legalizados y muy activos. Por la primera vez en unas 4 décadas, miles de miembros de grupos como la Confederación Sindical de Comisiones Obreras (CCOO) y la Unión General de Trabajadores (UGT) pudieron protestar juntos en las calles de Madrid; en 1977, específicamente, requiriendo salarios justos, empleo estable, y más protección social.
No fue hasta 1978 que Primero de Mayo fue legalizado nuevamente como un feriado nacional, y desde entonces el Día del Trabajador de cada año ha funcionado más y más a favor de los sindicatos que organizan las manifestaciones del día. Desde cuando el día ganó su estatus como feriado por la segunda vez, los trabajadores protestantes no han necesitado ocupar su tiempo con menciones de huelgas. En las décadas más recientes, las estrategias de la mayoría de los sindicatos han sido concentradas en analizar las ganas y pierdas del año anterior, organizando reuniones para discutir cuales derechos y asistencia deben priorizar para el año siguiente. Esta estrategia permite que las manifestaciones sean organizadas, pacíficas, y, más importantemente, productivas, ya que los protestantes tienen un plano y una meta que pueden presentar a su gobierno y jefes.
La restitución del feriado por la democracia española tuvo resultados positivos, ya que en el día anterior al Primero de mayo de 1979 el Ministerio del Trabajo anunció la expectativa de la creación de aproximadamente 280.000 empleos en los años siguientes. Desde entonces, las manifestaciones del Día del Trabajador han sido concentradas en las necesidades inmediatas de la clase obrera, semejante a como otros países celebran sus Primeros de Mayo. Ya que es un feriado nacional, todas las escuelas y la mayoría de empresas se cierran, transporte público funciona en horario de feriado, y la mayoría de centros comerciales se cierran; restaurantes y museos normalmente se quedan abiertos, y juntos a ellos otros centros de turismo y entretenimiento.